# Abbas Qali
Abbas Qali (in arabo عباس قلي‎?; Al Kuwait, 11 ottobre 1992) è un nuotatore kuwaitiano, che ha rappresentato il Kuwait ai Giochi olimpici di Rio de Janeiro 2016 sotto bandiera olimpica.